# Pojazd użytkowy

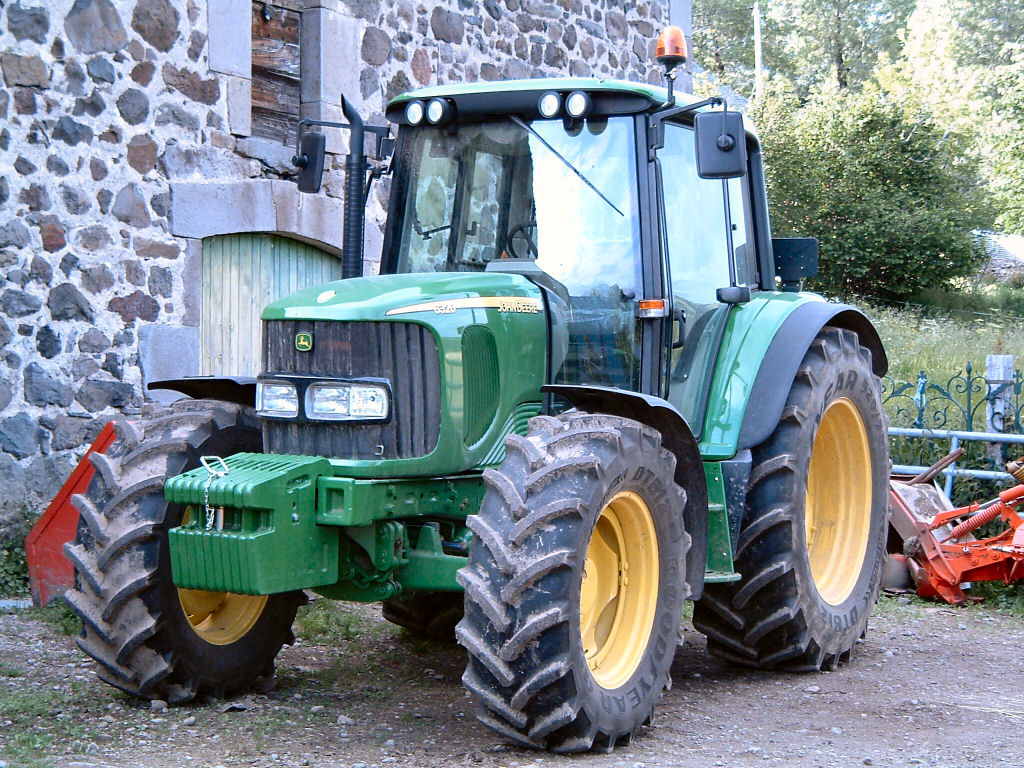
Ciągnik rolniczy John Deere 6320

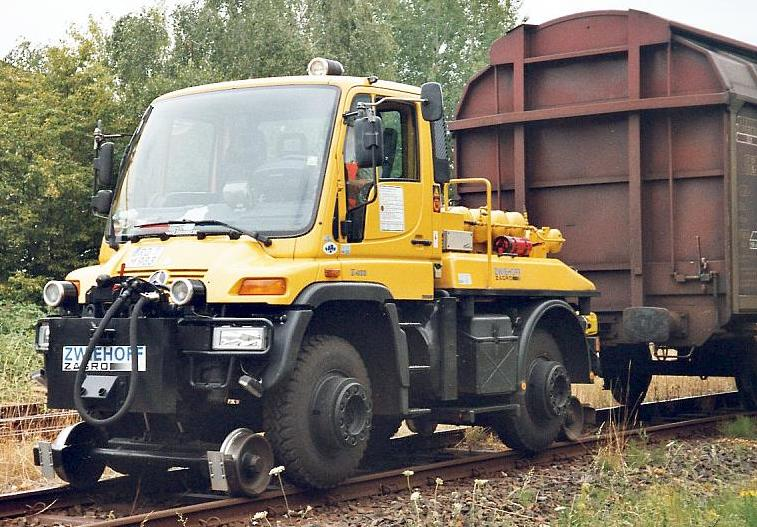
Intermodalny nośnik sprzętu Unimog U 400

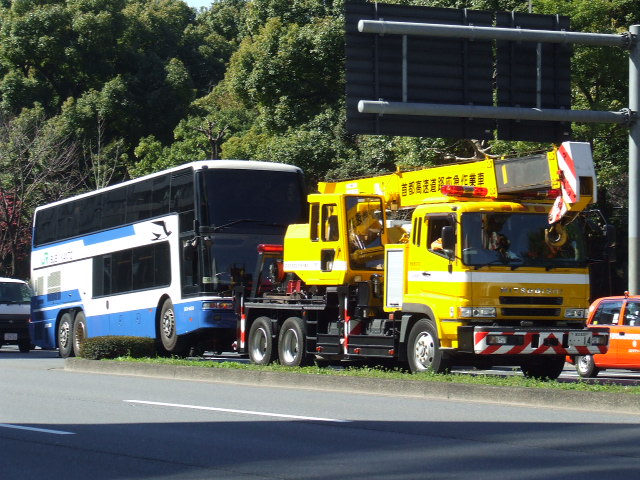
Holownik drogowy w Japonii

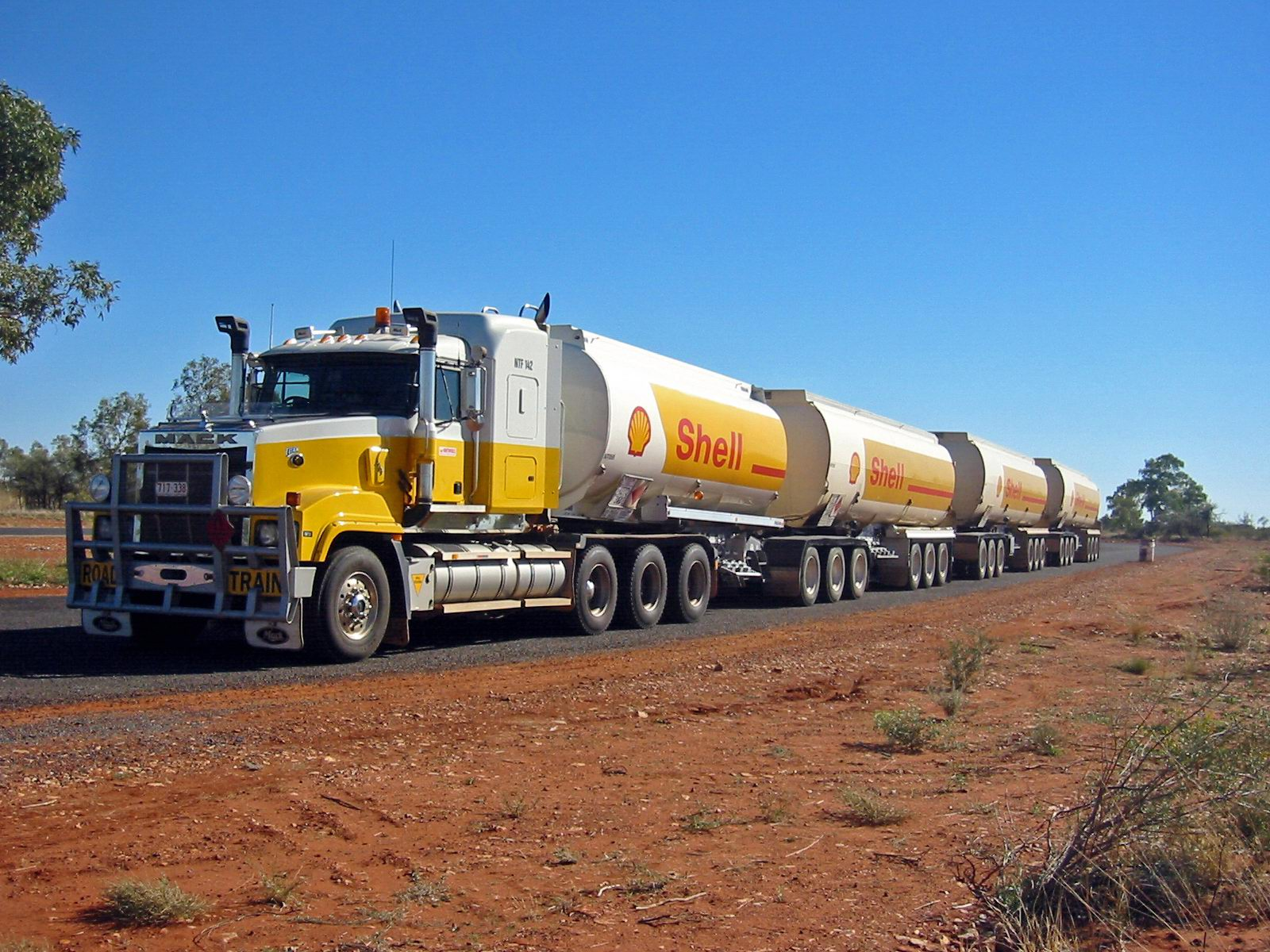
Typowy australijski pociąg drogowy

Pojazd użytkowy – pojazd silnikowy i jego przyczepa lub naczepa, wykorzystywany głównie do transportu towarów lub pasażerów do celów działalności gospodarczej, na przykład transportu zarobkowego lub transportu na użytek własny, lub w innych celach zawodowych.

## Historia
Pierwowzorami pojazdów użytkowych były pojazdy napędzane siłą ludzkich mięśni i pojazdy zaprzęgowe. Bezpośrednimi poprzednikami współczesnych pojazdów użytkowych były: lokomobile i omnibusy.

## Podział
Ze względu na konstrukcję lub przeznaczenie do pojazdów użytkowych zalicza się:
- autokary, autobusy, mikrobusy i minibusy,
- ciągniki (traktory), samojezdne maszyny rolnicze i kombajny (zbożowe, do zbioru ziemniaków, buraków, kukurydzy itd.),
- maszyny do robót ziemnych (samojezdne maszyny budowlane), takie jak: koparki (podsiębierne, odsiębierne i zgarniakowe), ładowarki, równiarki, zgarniarki, spycharki, walce i kompaktory, wiertnice, zagęszczarki, zgarniarki, zrywarki, żurawie samojezdne itd.,
- nośniki sprzętu,
- pojazdy-cysterny,
- pojazdy-silosy do transportu materiałów sypkich,
- pojazdy ciągnione: przyczepy i naczepy,
- pojazdy do przewozu pieniędzy i przedmiotów wartościowych,
- pojazdy do przewozu: samochodów, zwierząt hodowlanych itd.,
- pojazdy do przewozu więźniów,
- pojazdy do usuwania odpadów komunalnych i utrzymania komunalnej infrastruktury technicznej (czyszczarki ulic, piaskarki i pługi śnieżne, samochody asenizacyjne, śmieciarki itd.),
- pojazdy gąsienicowe i półgąsienicowe,
- pojazdy intermodalne,
- pojazdy pływające (amfibie),
- pojazdy pomocy drogowej i holowniki drogowe,
- pojazdy samowyładowcze (z wciągnikami hakowymi, bramowymi itd.),
- pojazdy wojskowe (militarne),
- samochody ciężarowe (skrzyniowe, plandekowe, izotermiczne, ciągniki naczep, betonomieszarki, pompy do betonu itd.),
- samochody dostawcze, furgonetki, vany,
- samochody pożarnicze,
- samochody ratownictwa chemicznego, drogowego, technicznego itd.,
- samochody sanitarne (ambulanse i karetki),
- trolejbusy,
- wozidła kopalniane,
- wywrotki na podwoziach sztywnych i przegubowe.

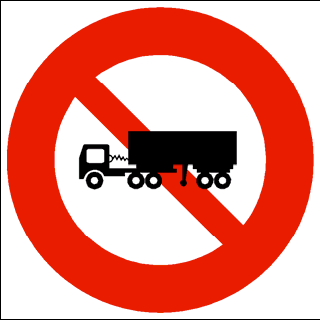
Tajwański znak zakazu ruchu zestawów drogowych

W niektórych wypadkach pojazdy użytkowe są łączone ze sobą w celu zrealizowania konkretnego zadania transportowego, w wyniku czego powstaje pojazd członowy (najczęściej autobus), zestaw drogowy lub pociąg drogowy. Europejski system modułowy zestawów drogowych ogranicza ich maksymalną długość w większości krajów do 18,75 m (16,5 m dla ciągników siodłowych z naczepami), podczas gdy w Szwecji i Finlandii dopuszczalna długość całkowita zestawu drogowego wynosi 25,25 m. W większości krajów Unii Europejskiej dopuszczalna masa całkowita zestawu drogowego nie może przekraczać 40 ton, podczas gdy w Szwecji i Finlandii wielkość ta może osiągać 60 ton. W niektórych krajach europejskich rozważana jest możliwość dopuszczenia do ruchu pociągów drogowych o tzw. długości „skandynawskiej”, tj. 25,25 m.
Z przyczyn ekonomicznych lub ze względu na możliwości techniczne, zadania transportowe podobne do realizowanych przez pojazdy użytkowe wykonują coraz częściej pojazdy szynowe (tramwaje, metro, autobusy szynowe, drezyny itd.).